# Neuhütten (Unterfranken)
Neuhütten er en kommune i Landkreis Main-Spessart i regierungsbezirk Unterfranken i den tyske delstat Bayern. Den er en del af Verwaltungsgemeinschaft Partenstein.

## Geografi
Neuhütten ligger i Region Würzburg.